# Bandyligan 2006/2007
Bandyligan 2006/2007 spelades som dubbelserie, följd av slutspel.

## Grundserien
| Lag                          | Spelade | Vinster | Oavgjorda | Förluster | Målskillnad | Poäng |
| ---------------------------- | ------- | ------- | --------- | --------- | ----------- | ----- |
| ToPV                         | 22      | 19      | 1         | 2         | 243-64      | 39    |
| IFK Helsingfors              | 22      | 17      | 3         | 2         | 110-44      | 37    |
| OLS                          | 22      | 17      | 2         | 3         | 181-82      | 36    |
| Porin Narukerä               | 22      | 14      | 3         | 5         | 126-78      | 31    |
| OPS                          | 22      | 11      | 4         | 7         | 155-88      | 26    |
| Lappeenrannan Veiterä        | 22      | 11      | 3         | 8         | 25-94       | 25    |
| Mikkelin Kampparit           | 22      | 10      | 0         | 12        | 105-91      | 20    |
| Porvoon Akilles              | 22      | 6       | 2         | 14        | 78-149      | 14    |
| Jyväskylän Seudun Palloseura | 22      | 5       | 1         | 16        | 63-149      | 11    |
| Botnia-69, Helsingfors       | 22      | 3       | 3         | 16        | 73-168      | 9     |
| Veitsiluodon Vastus          | 22      | 4       | 0         | 18        | 91-213      | 8     |
| Warkauden Pallo -35          | 22      | 4       | 0         | 18        | 66-204      | 8     |

Vastus tvingades dra sig ur på grund av spelarbrist.

## Kvartsfinaler
Kvartsfinaler spelades i bäst av tre matcher. Det i serien högre placerade laget fick spela eventuell tredje och avgörande match på hemmaplan.
| Lag 1           | Resultat | Lag 2                 | Match 1 | Match 2 | Match 3 |
| --------------- | -------- | --------------------- | ------- | ------- | ------- |
| ToPV            | 2–0      | Porvoon Akilles       | 9-2     | 12-0    | -       |
| IFK Helsingfors | 2–1      | Mikkelin Kampparit    | 4-6     | 6-3     | 6-0     |
| OLS             | 2–0      | Lappeenrannan Veiterä | 9-4     | 8-7     | -       |
| Porin Narukerä  | 2–0      | OPS                   | 7-3     | 7-2     | -       |

## Semifinaler
Semifinaler spelade i bäst av tre matcher, högst placerade laget i seriespelet började hemma.
| Lag 1           | Resultat | Lag 2          | Match 1 | Match 2 | Match 3 |
| --------------- | -------- | -------------- | ------- | ------- | ------- |
| ToPV            | 2–1      | Porin Narukerä | 6-1     | 5-6     | 13-4    |
| IFK Helsingfors | 2–0      | OLS            | 4-1     | 5-4     | -       |

## Match om tredje pris
Matchen fick avbrytas vid ställningen 3-3, då isen inte längre var spelbar. Valet stod mellan omspel eller att direkt börja skjuta straffslag. Man valde strafftävling, som  Narukerä vann med 4-3.
| Lag 1 | Resultat     | Lag 2          |
| ----- | ------------ | -------------- |
| OLS   | 6–7 straffar | Porin Narukerä |

## Finaler
Finalen spelades 17 mars 2007 i Haparanda..
| Lag 1 | Resultat | Lag 2           |
| ----- | -------- | --------------- |
| ToPV  | 7–3      | IFK Helsingfors |

## Slutställning
| Placering | Lag             |
| --------- | --------------- |
| 1.        | ToPV            |
| 2.        | IFK Helsingfors |
| 3.        | Porin Narukerä  |
| 4.        | OLS             |

## Finska mästarna
ToPV:  	Toni Vanha, Mikko Roivainen, Tuomas Mokko, Markku Aarni, Peter Norén, Jari Vaattovaara, Pekka Hiltunen, Jussi Hyry, Paulus Pörhölä, Jussi Karjalainen, Johannes Koivisto, Tommi Haarakoski, Jussi Harjuoja, Antti Ekman, Mika Jussila, Marko Herajärvi, Erkki Koivuranta, Jukka Ohtonen, Kimmo Ohtonen, Mikko Lukkarila, Igor Zolotarev.

## Skytteligan
| Placering | Spelare          | Lag  | Mål |
| --------- | ---------------- | ---- | --- |
| 1.        | Jari Vaattovaara | ToPV | 51  |

Poängkung blev OLS Samuli Niskanen med 93 poäng.